# Sigfrid Lundberg
Ernst Sigfrid Sigge Lundberg (Funbo, 15 de febrer de 1895 - Uppsala, 19 de maig de 1979) va ser un ciclista suec, que va competir durant les dècades de 1910 i 1920.
El 1920 va prendre part en els Jocs Olímpics d'Anvers, en què guanyà una medalla de plata en la contrarellotge per equips, formant equip amb Harry Stenqvist, Ragnar Malm i Axel Persson. També va córrer la contrarellotge individual, que acabà en vint-i-dosena posició.

## Palmarès
- 1915
  -  Campió de Suècia de CRE (amb Harry Stenqvist i Ragnar Andersson)
- 1916
  -  Campió de Suècia de CRI
  -  Campió de Suècia de CRE (amb Leander Lundquist i Eskil Åkerlund)
- 1918
  -  Campió de Suècia de CRE (amb Ragnar Malm i Erik Bjurberg)
- 1919
  -  Campió de Suècia de CRE (amb Erik Bjurberg i Ragnar Malm)
- 1920
  -  Campió de Suècia de CRE (amb Erik Bjurberg i Ragnar Malm)
  -  Medalla de plata als Jocs Olímpics en la contrarellotge per equips
- 1923
  - 1r a Skandisloppet